# Бисьер
Бисье́р (фр. Bissières) — коммуна во Франции, находится в регионе Нижняя Нормандия. Департамент коммуны — Кальвадос. Входит в состав кантона Мезидон-Канон. Округ коммуны — Лизьё.
Код INSEE коммуны — 14075.

## Население
Население коммуны на 2010 год составляло 178 человек.
| 1962 | 1968 | 1975 | 1982 | 1990 | 1999 | 2010 |
| ---- | ---- | ---- | ---- | ---- | ---- | ---- |
| 130  | 97   | 117  | 149  | 160  | 155  | 178  |

## Экономика
В 2010 году среди 114 человек трудоспособного возраста (15—64 лет) 82 были экономически активными, 32 — неактивными (показатель активности — 71,9 %, в 1999 году было 74,8 %). Из 82 активных жителей работали 74 человека (40 мужчин и 34 женщины), безработных было 8 (5 мужчин и 3 женщины). Среди 32 неактивных 4 человека были учениками или студентами, 19 — пенсионерами, 9 были неактивными по другим причинам.